# Flughafen Jalgaon

i8
i11
i13
Der ca. 256 m hoch gelegene Flughafen Jalgaon (englisch Jalgaon Airport, IATA-Code: JLG, ICAO-Code: VAJL) ist ein nationaler Flughafen etwa 9 km (Fahrtstrecke) südöstlich der Großstadt Jalgaon im Norden des indischen Bundesstaats Maharashtra.

## Geschichte
Den Flughafen gibt es bereits seit den 1970er Jahren; später gab es eine regelmäßige Verbindung nach Bombay. In den 2010er Jahren wurden diverse Modernisierungen und Erweiterungen durchgeführt.

## Verbindungen
Der Flughafen wird von mehreren Fluggesellschaften angeflogen. Derzeit finden unregelmäßige Flüge nach Mumbai, Ahmedabad, Nanded, Goa, Pune, Hyderabad und Kolhapur statt.

## Sonstiges
- Der Flughafen verfügt über eine 1700 m lange Start- und Landebahn.
- Betreiber ist die Airports Authority of India.
- Der Flughafen Jalgaon ist der nächstgelegene für Besuche der weltberühmten Ajanta-Höhlen.